# Андреєва Катерина Сергіївна
Катерина Сергіївна Андреєва (рос. Екатери́на Серге́евна Андре́ева; нар. 27 листопада 1965, Москва, Російська РФСР) — російська пропагандистка, телеведуча, журналістка. Ведуча програми «Час» на Першому каналі. Лавреатка премії «ТЕФІ-2007». Путіністка. Фігурантка бази даних центру «Миротворець».

## Життєпис
Народилася 27 листопада 1965 року в Москва, СРСР.
У дитинстві захоплювалася спортом, грала в баскетбол, навіть навчалася в школі олімпійського резерву.
Закінчила Московський педагогічний інститут імені Крупської. Заочно закінчила Московський державний юридичний університет. Працювала у Генеральній прокуратурі, в слідчому управлінні.
1990 року вступила до Школу телебачення та закінчила Інститут підвищення кваліфікації. Працювала у дикторськом відділі, в програмі «Ранок». У «школі дикторів» вчилася у Ігоря Кирилова. 1995 року Андєєва стає ведучою новинних програм.
З 1998 року ведуча програми «Час» (рос. Время). Є однією з облич російської державної пропаганди.
У серпні 2014 року Катерину Андреєву було включено до санкційного списку за підтримку Росії у війні на сході України та окупації Криму Росією.

## Особисте життя
Перебуває у другому шлюбі, з 1989 року. Другий чоловік — сербський бізнесмен Душан Перович. Є доросла дочка від першого шлюбу.

## Вибіркова фільмографія
- Невідомі сторінки з життя розвідника (1990)
- У дзеркалі Венери (1999)
- Особистий номер (2004)